# Tiago Ferreira (football, 1993)
Pour les articles homonymes, voir Tiago Ferreira (homonymie) et Ferreira.
Tiago Ferreira, de son nom complet Tiago Emanuel Canelas Almeida Ferreira, est un footballeur portugais né le 10 juillet 1993 à Porto. Il évolue au poste de défenseur central dans le club iranien du Tractor SC.

## Biographie

### En club
Le 23 avril 2020, il quitte l'Universitatea Craiova.

### En sélection

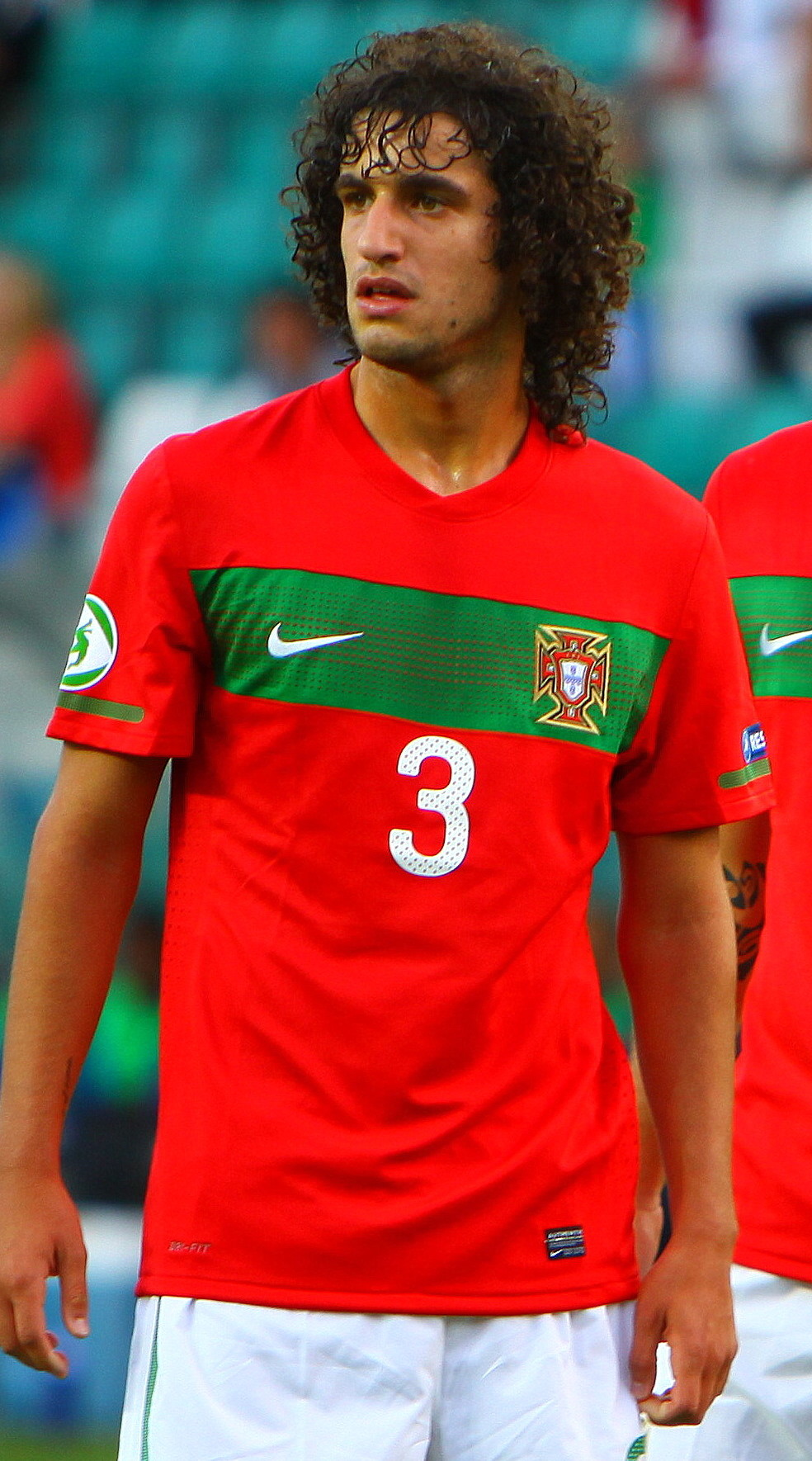
Ferreira avec l'équipe du Portugal des moins de 19 ans en 2012

Il est finaliste de la Coupe du monde de football des moins de 20 ans 2011.

## Carrière
- 2012-2014 :  FC Porto B
- 2014-2015 :  SV Zulte Waregem
- 2015-2017 :  União Madeira
- 2017-2020 :  Universitatea Craiova[2],[3],[4]

## Palmarès

### En club
- Universitatea Craiova
  - Vainqueur de la Coupe de Roumanie en 2018

### En sélection
- Portugal -20 ans
  - Finaliste de la Coupe du monde des moins de 20 ans en 2011